# Andohahela Nemzeti Park
Az Andohahela Nemzeti Park Madagaszkár délkeleti részén helyezkedik el az Anosy régióban. Területe 760 km². A Malgas-felföld déli nyúlványán, az Anosy-hegyláncban terül el, Madagaszkár déli részének utolsó párás esőerdője is itt található. Különlegességét a parkban található élőhelyek sokfélesége alkotja.
A parkot 2007-ben vették fel a világörökség természeti területei közé az Atsinanana esőerdői világörökségi terület részeként. Madagaszkáron a baktérítőtől délre ez az egyetlen védett, sűrű esőerdővel borított terület.

## Története
Andohahela már 1939-től kezdve Madagaszkár védett területe volt, de csak 1998-ban vált nemzeti parkká.

## Földrajza
Az Andohahela Nemzeti Park Tôlanaro településtől 40 km-re északnyugatra fekszik a Malgas-felföld déli nyúlványán. A park három zónára osztható. Az első, Malio 100 m-es tengerszint feletti magasságtól az 1956 m magasságba nyúló Andonahela-csúcsig terjed, területét sűrű esőerdő borítja, melyben páfrányfák (Cyatheales) több mint 200 faja, orchideák, vad vanília, makifajok és számtalan madárfaj él. A második zónát, Ihazofotsy-Mangatsiakát száraz tüskés erdők borítják, melyben ritka madárfajok és hüllők élnek, 100 m-es tengerszint feletti magasságtól az 1005 m magas Vohidagoro-csúcsig nyúlik. A harmadik zóna, Tsimelahy jobbára 125 m-es tengerszint feletti magasságban terül el, ebben a különleges ranopisoi átmeneti erdő található. A hegyek természetes akadályt alkotnak a keletről fújó párás passzátszelek útjában, az így kialakuló évi 1500–2000 mm-nyi eső táplálja a parkban található, a baktérítőtől délre található kevés esőerdők egyikét. A park nyugati szélén az évi csapadékmennyiség csupán 600–700 mm, emiatt a növényzetet a Madagaszkár déli részére jellemző száraz tüskés erdők alkotják.

## Flóra és fauna
Az Andohahela Nemzeti Park változatos élőhelyei nagy fajgazdagságot eredményeznek, Madagaszkáron itt található a legtöbb makifaj. Tizenöt fajt figyeltek meg a parkban, köztük Madagaszkár emblematikus fajait, a gyűrűsfarkú makit (Lemur catta) és a Verreaux-szifakát (Propithecus verreauxi). A parkban 67 hüllőfaj, 130 madárfaj és 50 kétéltűfaj honos. A Dypsis decaryi pálma csak a parkban található meg.